# Marijan Brecelj (politik)
Marijan Brecelj (partizansko ime: Miha Borštnik), slovenski pravnik, alpinist, politik, prvoborec, krščanski socialist, komunist, partizan, narodni heroj, * 23. april 1910, Gorica, † 8. januar 1989, Ljubljana.

## Življenjepis
Rodil se je v družini goriškega politika in zdravnika Antona Breclja. Leta 1933 je diplomiral na ljubljanski Pravni fakulteti in prav tam 1934 tudi doktoriral. Kot študent je deloval v katoliškem društvu slovenskih študentov Zarja in bil tudi kasneje somišljenik krščanskosocialističnega gibanja, ki je bilo povezano s komunisti. Leta 1931 je bil izvoljen za predsednika Zveze slušateljev ljubljanske univerze; policija ga je zaradi sodelovanja v študentskih akcijah, stavkah in demonstracijah za krajši čas zaprla in 1932 postavila pred sodišče. Po končanem študiju je bil odvetnik, se vključil v klub Beseda ter deloval v Jugoslovanski strokovni zvezi, pri kateri je bil eno leto tudi tajnik in si prizadeval za politično in organizacijsko povezovanje delavstva (sindikalnega krila krščanskih socialistov) in levo usmerjenih izobražencev. Leta 1941 se je vključil v Osvobodilno fronto in do junija 1942 ilegalno živel v Ljubljani. Ob ustanovitvi glavnega poveljstva slovenskih partizanskih čet junija 1941 je postal njegov član. Sodeloval je pri opravljanju njegovih splošnih nalog in narodne zaščite ter kot aktivist OF med krščanskimi socialisti. V začetku junija 1942 je odšel v partizane in bil do konca leta sanitetni referent pri glavnem poveljstvu slovenskih partizanskih čet. Januarja 1943 je postal član Izvršnega odbora OF, v katerem je aprila prevzel funkcijo organizacijskega sekretarja, ki jo je opravljal tudi še po koncu vojne. Sodeloval je pri sestavi in uresničevanju Dolomitske izjave. Maja 1943 je postal član Komunistične partije Slovenije. Na kočevskem zboru je bil izvoljen v plenum OF in predsedstvo Slovenskega narodnoosvobodilnega sveta, ter v slovensko delegacijo za 2. zasedanje Avnoja, in se udeležil zasedanja v Jajcu. Po 1. zasedanju SNOS 19. februarja 1944 v Črnomlju je kot član predsedstva usklajeval delo njenih odsekov, komisij in zavodov ter opravil pomembno delo pri graditvi oblasti in slovenske državnosti med narodnoosvobodilno borbo in po njej; na tem področju je bil najtesnejši sodelavec Borisa Kidriča. 
5. maja 1945 je v Ajdovščini postal podpredsednik Narodne vlade Slovenije. Po osvoboditvi je delal v vrhovnih organih slovenske oblasti: bil je republiški in (do 1974) tudi zvezni poslanec, do leta 1956 podpredsednik slovenske vlade (po letu 1953 Izvršni svet Skupščine Ljudske republike Slovenije) in obenem minister za industrijo in rudarstvo LRS (1948-50), predsednik komiteja oz. sveta za zakonodajo in izgradnjo ljudske oblasti LRS (do 1951, ko je bil pol leta zadolžen tudi za predelovalno industrijo); 1956-62 državni sekretar (minister) za blagovni promet Federativne ljudske republike Jugoslavije in eno leto zvezni sekretar (minister) za trgovino in turizem, prav tako kot član Zveznega izvršnega sveta (jugoslovanske zvezne vlade). V letih 1963 - 67 je bil podpredsednik skupščine SR Slovenije, nato 7 let (1967 - 74) podpredsednik jugoslovanske zvezne skupščine (Skupščine SFRJ) ter od maja 1974 do 1978 predsednik Skupščine Socialistične republike Slovenije, kar je bil nekakšen višek njegove politične kariere, nato je bil še član Predsedstva SR Slovenije do upokojitve 1982 ter do smrti tudi član Sveta federacije.  
Po koncu vojne je zasedal dokaj visoke funkcije v partijski organizaciji tako v Sloveniji kot tudi v zveznih partijskih organih (član CK KPS/ZKS 1948-82 in CK ZKJ 1958-64; 1974-78 je sedel tudi v (takrat kar 22-članskem) predsedstvu CK ZKS. Med drugim je bil še predsednik Turistične zveze Jugoslavije, kot navdušen planinec tudi Planinske zveze Jugoslavije (1961 - 73) ter član (ožjih) vodstev SZDL Slovenije (od 1974 član njenega predsedstva vse do svoje smrti) in občasno tudi Jugoslavije.  
Med soustanovitelji OF iz vrst simpatizerjev-sopotnikov KPS, ki so se vključili vanjo šele med vojno ali po njej, se je v partijsko-politični hierarhiji povzpel najvišje (izvzemši Josipa Vidmarja sta deloma primerljiva z njim le Zoran Polič oz. manj Tone Fajfar, za razliko od njegovega nekdanjega kolega krščanskega socialista Edvarda Kocbeka ter malo kasneje in manj opazno še Sokolov Josipa Rusa in Franja Lubeja pa ni bil nikoli "postavljen na stranski tir" oz. izločen iz političnega življenja), vendar je vseskozi ostal pod samim vrhom (leta 1953 je bil npr. predlagan za kooptacijo v politbiro oz. takrat že izvršni komite CK KPS/ZKS, kar je bilo iz Beograda najbrž zavrnjeno, saj so ga v zapisnikih sestankov še naprej vodili pod oznako "prisotni še"), torej nikoli ni bil vključen v najožji krog odločevalcev, v svojem času pa je imel večji politični ugled v primerjavi z dejanskim vplivom. 
Napisal je večje število razprav in člankov o organizaciji ljudske oblasti in delegatskem sistemu v Sloveniji, ter kratko zgodovino Osvobodilne fronte. Kot enemu redkih politikov so mu leta 1981 podelili častni doktorat Univerze v Ljubljani.
Bil je nosilec več državnih odlikovanj, mdr. narodnega heroja (1953) in junaka socialističnega dela (1980) kot edini prvotno nekomunstični član IO OF oz. Predsedstva SNOS, ki ju je dobil (z delno izjemo J. Vidmarja, ki je dobil le drugega). Od leta 1950 je imel tudi čin rezervnega polkovnika Jugoslovanske ljudske armade. Njegov brat je bil prav tako slaven zdravnik - ortoped Bogdan Brecelj. 
Poročen je bil z igralko Ančko Levar, njuna hči Marjana Brecelj je prav tako igralka.   

## Odlikovanja
- Red narodnega heroja
- Red ljudske osvoboditve
- Red zaslug za ljudstvo
- Partizanska spomenica 1941
- Red junaka socialističnega dela